# Herpangina
L'herpangina és una infecció bucal dolorosa causada per coxsackievirus. En general, l'herpangina es produeix per una determinada soca del coxsackievirus A (i el terme "virus herpangina" es refereix a coxsackievirus A), però també pot ser causada pel coxsackievirus B o ecovirus. La majoria dels casos d'herpangina es produeixen a l'estiu, afectant principalment als nens. Tanmateix, ocasionalment es produeix en adolescents i adults. Es va caracteritzar per primera vegada el 1920.

## Signes i símptomes
Els símptomes inclouen febre d'inici sobtat amb mal de coll, mal de cap, pèrdua de gana i sovint mal de clatell. Dins dels dos dies següents a la seva aparició, amb una mitjana de quatre o cinc (encara que de vegades fins a vint) apareixen vesícules de 1 a 2 mm de diàmetre, formes grisenques amb rodones vermelles, i que passades 24 hores es converteixen en úlceres poc profundes, rarament majors de 5 mm de diàmetre, que sanen d'un a set dies. Aquestes lesions apareixen amb major freqüència en els pilars amigdalars (adjacents a les amígdales), però també en el paladar tou, les amígdales, l'úvula o la llengua.

## Transmissió
Normalment es difon mitjançant la via fecal-oral o mitjançant gotes respiratòries.

## Fisiopatologia
Histològicament, les cèl·lules epitelials mostren signes d'edema intracel·lular i extracel·lular.

## Diagnòstic
Es pot realitzar un diagnòstic a partir de signes i símptomes clínics, i el tractament consisteix a minimitzar la molèstia dels símptomes. Es pot diferenciar de la gingivoestomatitis herpètica per la posició de les vesícules, en l'herpangina, normalment es troben a l'orofaringe posterior, en comparació amb la gingivoestomatitis on normalment es troben a l'orofaringe anterior i la boca.

## Tractament
El tractament generalment només és de suport, ja que la malaltia és autolimitada i, en general, es resol en menys d'una setmana.

## Epidemiologia
- El més freqüent afecta infants i nens petits
- Típicament es produeix durant l'estiu

## Etimologia
El terme es deriva del grec herp, arrossegant, com una serp i del llatí angina, així, literalment seria "inflamació o inflamació de la gola o part de la gola".